# Parafia Matki Bożej Częstochowskiej w Tereszpolu
Parafia Matki Bożej Częstochowskiej w Tereszpolu – parafia należąca do dekanatu Józefów diecezji zamojsko-lubaczowskiej. 
Parafia została utworzona w 1919. Mieści się przy ulicy Długiej. Prowadzą ją księża diecezjalni.
Do parafii należą wierni z następujących miejscowości: Bukownica, Lipowiec, Panasówka, Szozdy, Tereszpol-Kukiełki (część), Tereszpol-Zygmunty i Tereszpol-Zaorenda.
Kościół parafialny pw. Matki Boskiej Częstochowskiej z 1851, został wzniesiony jako cerkiew greckokatolicka staraniem parafian i Ordynacji Zamojskiej. W latach 1875–1915 była to cerkiew prawosławna, a w 1919 została zrekoncyliowana na świątynię rzymskokatolicką.